# Milano-Torino 1990
La Milano-Torino 1990, settantacinquesima edizione della corsa, fu disputata il 16 ottobre 1990. Venne vinta dallo svizzero Mauro Gianetti giunto al traguardo con il tempo di 5h13'00".

## Ordine d'arrivo (Top 10)
| Pos. | Corridore            | Squadra      | Tempo    |
| ---- | -------------------- | ------------ | -------- |
| 1    | Mauro Gianetti       | Helvetia     | 5h13'00" |
| 2    | Jean-Claude Leclercq | Helvetia     | s.t.     |
| 3    | Gilles Delion        | Helvetia     | s.t.     |
| 4    | Martial Gayant       | Toshiba      | s.t.     |
| 5    | Maximilian Sciandri  | Carrera      | a 32"    |
| 6    | Adrie van der Poel   | Weinmann     | s.t.     |
| 7    | Rolf Sørensen        | Ariostea     | s.t.     |
| 8    | Valerio Tebaldi      | Chateau d'Ax | s.t.     |
| 9    | Maurizio Fondriest   | Del Tongo    | s.t.     |
| 10   | Davide Cassani       | Ariostea     | s.t.     |